# Advent Rising
Advent Rising est un jeu vidéo d'action-aventure développé par Glyphx Games et édité par Majesco Sales, sorti en 2005 sur Windows et Xbox.
Le jeu a été scénarisé par l'auteur de science-fiction Orson Scott Card.
Il devait faire partie d'une saga : l'Advent Trilogy. Un épisode était prévu sur PSP nommé Advent Shadow mais fut annulé en raison des faibles ventes du premier épisode.

## Accueil
- Jeuxvideo.com : 10/20[2]